# Bosnormand

Bosnormand este o comună în departamentul Eure, Franța. În 1 ianuarie 2018 avea o populație de 326 de locuitori.